# Barão de Cocais
Barão de Cocais é um município brasileiro no estado de Minas Gerais, Região Sudeste do país. Sua população, segundo o censo demográfico do Brasil de 2022 era 32 319 habitantes.

## História
No início do século XVIII, alguns bandeirantes portugueses e brasileiros procedentes do Rio, São Paulo e Bahia, deslocaram-se do povoado de Socorro, onde se achavam estabelecidos, e desceram o rio por dez quilômetros e no lugar a que deram o nome de “MACACOS” construíram suas cabanas e uma pobre capela.Conhecida nacionalmente como Portal do Caraça, foi fundada no início do século XVIII, por bandeirantes portugueses e paulistas que descobriram o lugar depois de descer o rio São João, a partir do povoado Socorro. O primeiro nome de São João do Presídio do Morro Grande foi porque o arraial nasceu ao sopé de um extenso morro e por isso ficou conhecido como Morro Grande.

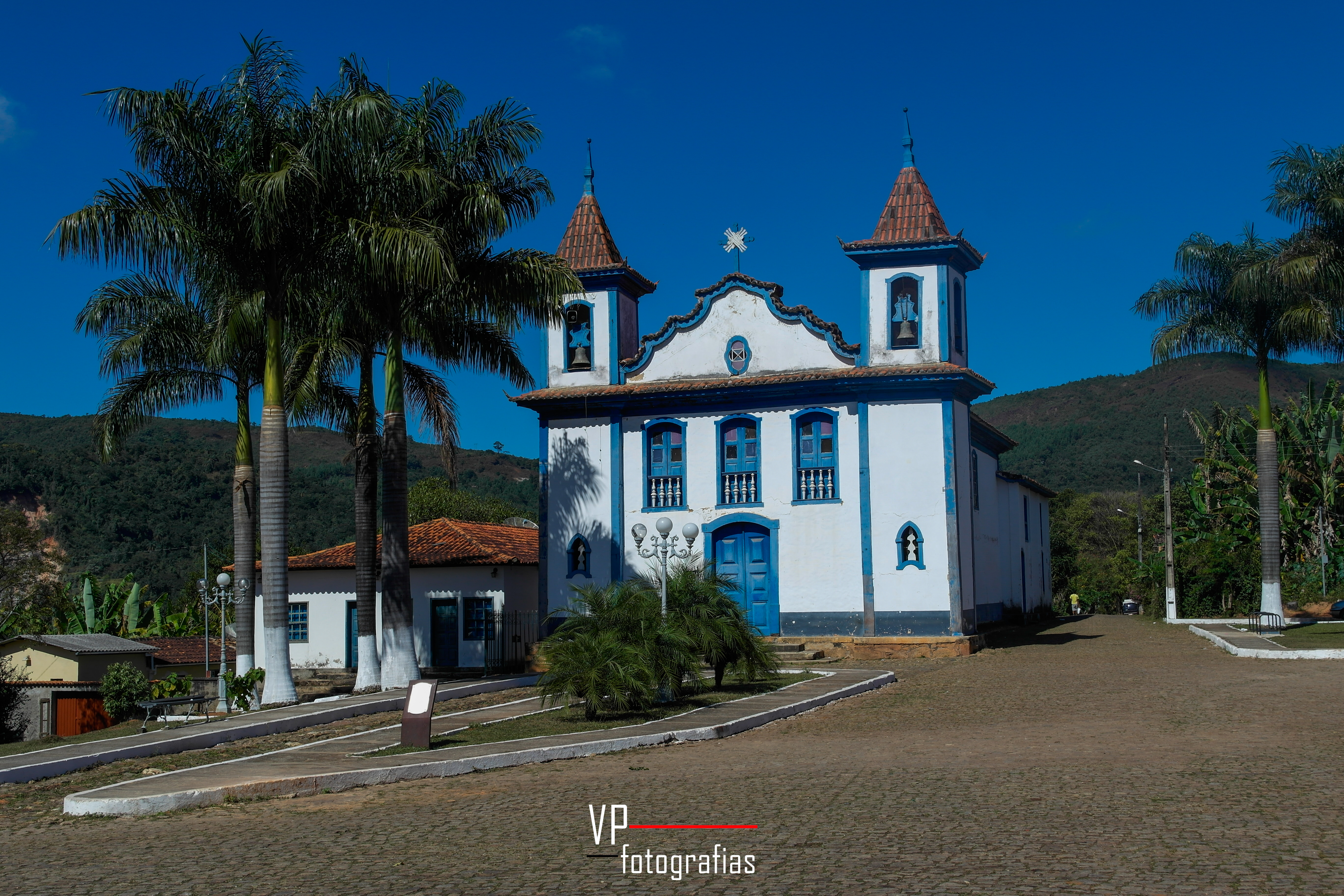
Igreja do Rosário no distrito de Cocais.

O historiador Waldemar de Almeida Barbosa, afirma que os bandeirantes decidiram se fixar no lugar porque encontraram Boa Pinta, ou seja, descobriram novas minas de ouro. A notícia do metal amarelo abundante atraiu novos elementos, casas foram edificadas ao longo das voltas do rio, surgindo assim o bairro dos macacos, núcleo principal de Morro Grande.
Em 1764, teve início a construção da atual Igreja Matriz São João Batista do Morro Grande, primeiro projeto arquitetônico de Aleijadinho, que esculpiu a imagem de São João Batista na porta de entrada e projetou o conjunto da tarja do arco-cruzeiro no interior da igreja. Foram gastos 21 anos para a conclusão da Matriz, que foi inaugurada em 1785.
O alvará régio de 1752 e a Lei nº 2 de 14 de setembro de 1891, criou o distrito com a denominação de São João do Morro Grande. Com a implantação da Usina Morro Grande o lugar toma impulso.
Em 1938, o nome do distrito foi reduzido para Morro Grande. Através do decreto lei estadual nº 1058 de 31 de dezembro de 1943, é emancipado o distrito de Morro Grande, que se separa de Santa Bárbara, passando a chamar-se Barão de Cocais, em homenagem ao Barão José Feliciano Pinto Coelho da Cunha, que nasceu e viveu na antiga Vila Colonial de Cocais, atual distrito de Barão de Cocais.
.
Nesta cidade, localiza-se uma barragem de rejeitos da Vale: mina de Gongo Soco. Em março de 2019, a empresa colocou esta barragem em alerta máximo de rompimento, e os moradores que não conseguiriam escapar por meios próprios já haviam sido removidos em fevereiro. Acredita-se que ela pudesse romper-se em maio.

## Geografia
De acordo com a divisão regional vigente desde 2017, instituída pelo IBGE, o município pertence às Regiões Geográficas Intermediária de Belo Horizonte e Imediata de Santa Bárbara-Ouro Preto. Até então, com a vigência das divisões em microrregiões e mesorregiões, o município fazia parte da microrregião de Itabira, que por sua vez estava incluída na mesorregião Metropolitana de Belo Horizonte.

## Turismo
Barão de Cocais é uma cidade histórica, com muitos acessos turísticos (cachoeiras, igrejas). Localizada próximo ao Caraça (antigo colégio de padres erguido na Serra do Caraça), ponto turístico de exuberante beleza natural. Festas tradicionais: Carnaval de rua, Festa dos Pés de Pomba e festa de São João (padroeiro da cidade).

### Cachoeira de Cocais

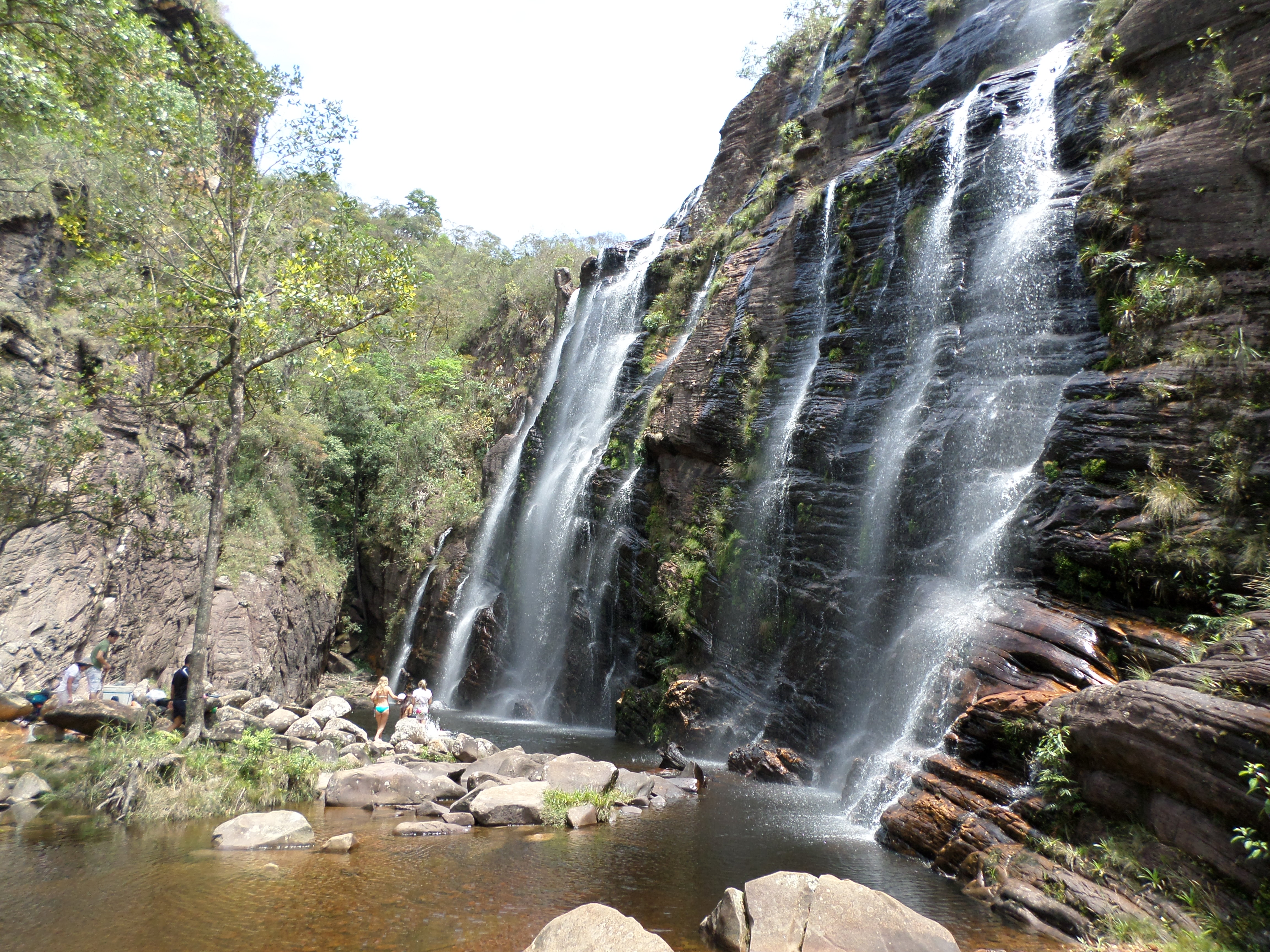
Cachoeira de Cocais.

Está localizada na Serra da Conceição, a 4,5 km da Vila de Cocais. São várias quedas d’água, sendo uma delas em uma montanha de pedra de mais de trinta metros que proporcionam um espetáculo magnífico, além de ser um excelente local para os adeptos de esportes radicais, como: rapel, mountain bike, canyoning, trekking.

### Cachoeira do Cume Cambota
A Cachoeira da Cambota localiza- se no córrego São Miguel, onde formam vários saltos ao longo do seu curso, a água é límpida com temperatura girando em torno de 20 °C. Logo após o salto formam-se duchas naturais e piscinas, onde é possível tomar banhos, a região ainda é rica em orquídeas, canelas-de-ema e samambaias.
A Serra da Cambota faz parte da matriz de água de Barão de Cocais, faz parte em volume da 2ª e mais importante bacia. Está inserida em um ambiente chamado Ecótono, que é uma área de transição entre 2 biomas, muito importante no clima da cidade. Possui uma fauna exuberante. Faz parte do complexo da Serra do Espinhaço.
É um ambiente propicio ao turismo, porém muito sensível. Seu subsolo é rico em componentes minerais, classificando como uma área estratégica para o município.

### Serra da Cambota (Campos do Garimpo)
O maciço do Espinhaço, recentemente tombado pela Unesco como reserva da Biosfera, tem em sua formação geológica os dobramentos modernos constituídos predominantemente de rochas como gnaisse e granito.
Região de rara beleza, proporciona aos adeptos do ecoturismo locais adequados para prática de caminhada, ciclismo de montanha e escalada. Com uma vegetação em que predominam os campos rupestres e as centenárias Canelas de Ema, dão ao local uma leitura peculiar com numerosas espécies de flores, que formam um singelo mosaico de cores e formas.
Conhecida como Serra do Garimpo, a localidade é uma região interfluvial das bacias do Rio Piracicaba em sua porção leste e da bacia do Rio das Velhas do seu lado Oeste.

### Ruínas do Gongo Soco
Gongo Soco é um testemunho de um dos ciclos mais marcantes na economia nacional, o ciclo do ouro. O sítio tem sua história iniciada em 1745, quando o cavouqueiro Bitencourt encontrou ouro nos cursos d’água que cortam a região. No final do século passado, foi adquirido por João Batista Ferreira e em 1825, a mina foi comprada por ingleses da Cornualha, que operaram entre 1826 a 1856, criando ali um florescente povoado britânico tropical, com hospital, capela e cemitério particular. Ficou paralisada durante muito tempo e em 1986, foi adquirida pela Mineração Socoimex que mantém até hoje resguardado o acervo ambiental e histórico da região.

#### Cemitério dos Ingleses
Trata-se do local onde estão sepultados os trabalhadores da primeira empresa britânica no Brasil Imperial (Brazilian Gold Mining), que o comprou do Barão de Catas Altas (João Batista Ferreira de Souza Coutinho), por 79 mil libras esterlinas. Nesse cemitério, situado no alto de uma colina e delimitado por um muro de pedras, encontram-se atualmente 10 lápides, algumas com inscrições em inglês, ornamentadas com desenhos apurados no granito e na pedra sabão. Sabe-se que os ingleses eram sepultados de cócoras, tradição da Cornualha.

### Santuário de São João Batista

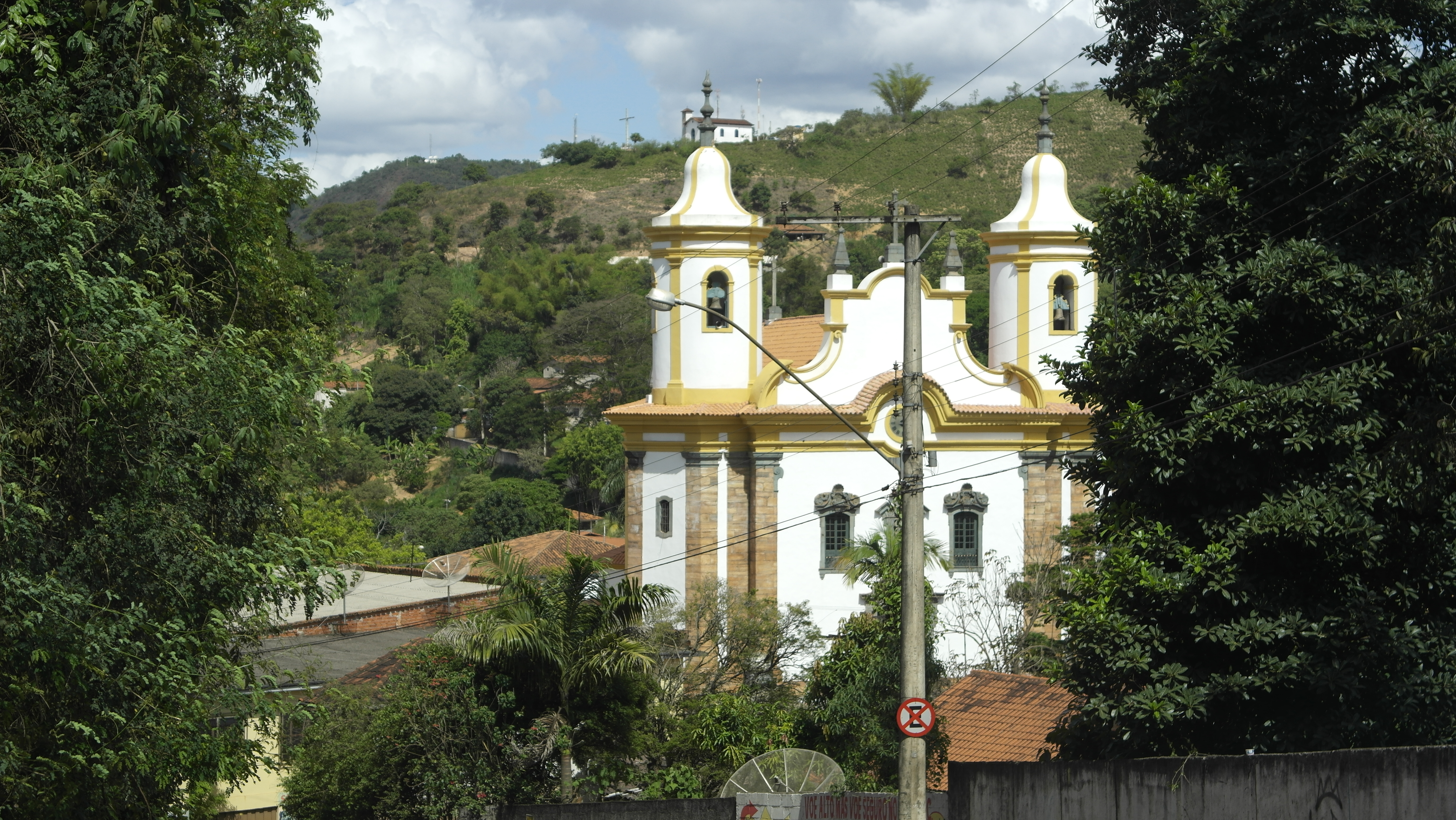
Vista parcial da Igreja Matriz de São João Batista

Primeiro projeto arquitetônico de Aleijadinho. Construção iniciada em 1764 e concluída em 1785. É considerada projeto de Aleijadinho, pelo desenho do frontispício, pelo arco cruzeiro, pela ousadia de dispor as torres diagonalmente em relação ao corpo de igreja. Aleijadinho esculpiu ainda a imagem de São João Batista em pedra sabão e projetou a tarja do arco cruzeiro no interior da Matriz. A Matriz possui altares folheados a ouro e a pintura do teto é atribuída ao mestre Ataíde.

### Sítio Arqueológico da Pedra Pintada
O Sítio Arqueológico da Pedra Pintada é o programa ideal para quem busca história e conhecimento. Suas pinturas rupestres, datadas de aproximadamente seis mil anos, formam três grandes painéis compostos por cenas de caçadores perseguindo suas presas e pelos diversos rituais realizados no local.
O Sítio está localizado na Serra da Conceição, numa altitude de 1250 metros acima do mar. Sua análise foi feita em 1843 pelo paleontólogo dinamarquês Peter Lund. Nele, você viaja no tempo, conhecendo desenhos semelhantes aos das grutas de Altamira, na Espanha, e Lescaux, na França.
No sítio, estão registrados quatro estilos de grafismos feitos com pigmentos minerais, que podem explicar a cronologia da pintura do paredão.
Acredita-se, a partir de estudo desenvolvido por historiadores da Universidade Federal de Minas Gerais, com o apoio do CNPq, que o local não serviu de moradia, por possuir registros possivelmente ritualísticos ou estratégicos.
A arte rupestre está registrada em rochas e grutas em todo o Brasil. São mais de 780 sítios arqueológicos, onde as pinturas rupestres deixaram o rastro dos primeiros "pintores" brasileiros de que se tem notícia. Nelas, através de desenhos, estão retratadas histórias de sobrevivência, crença e experiências de vida, um momento em que se descobre um meio de linguagem e comunicação através das pinturas.